# Deutsche Kriegsgräberstätte Champigny-Saint-André
| Friedhof                                                                                                  | Friedhof                                       |
| --- | ---------------------------------------------- |
| Deutsche Kriegsgräberstätte Champigny-Saint-André (Cimetière militaire allemand de Champigny-Saint-André) |                                                |
| Land: | Frankreich                                     |
| Region:                                                                                                   | Normandie                                      |
| Ort: | Saint-André-de-l’Eure                          |
| Einweihung:                                                                                               | 12. September 1964, ursprünglich angelegt 1944 |

Die Deutsche Kriegsgräberstätte Champigny-Saint-André (franz. Cimetière militaire allemand de Champigny-Saint-André) liegt in der Region Normandie bei der  Gemeinde Saint-André-de-l’Eure 20 Kilometer südöstlich der Stadt Évreux und 100 Kilometer westlich von Paris in Frankreich. Dort ruhen 19.831 deutsche Soldaten, die im Zweiten Weltkrieg gefallen sind, darunter der Jagdflieger Josef Wurmheller, sowie der deutsche Heeresoffizier Friedrich Dollmann, der SS-Obersturmführer und vormals persönliche Diener Adolf Hitlers Hans-Hermann Junge, der General der Infanterie Otto von Stülpnagel und Fritz Witt, ein SS-Brigadeführer und Generalmajor.

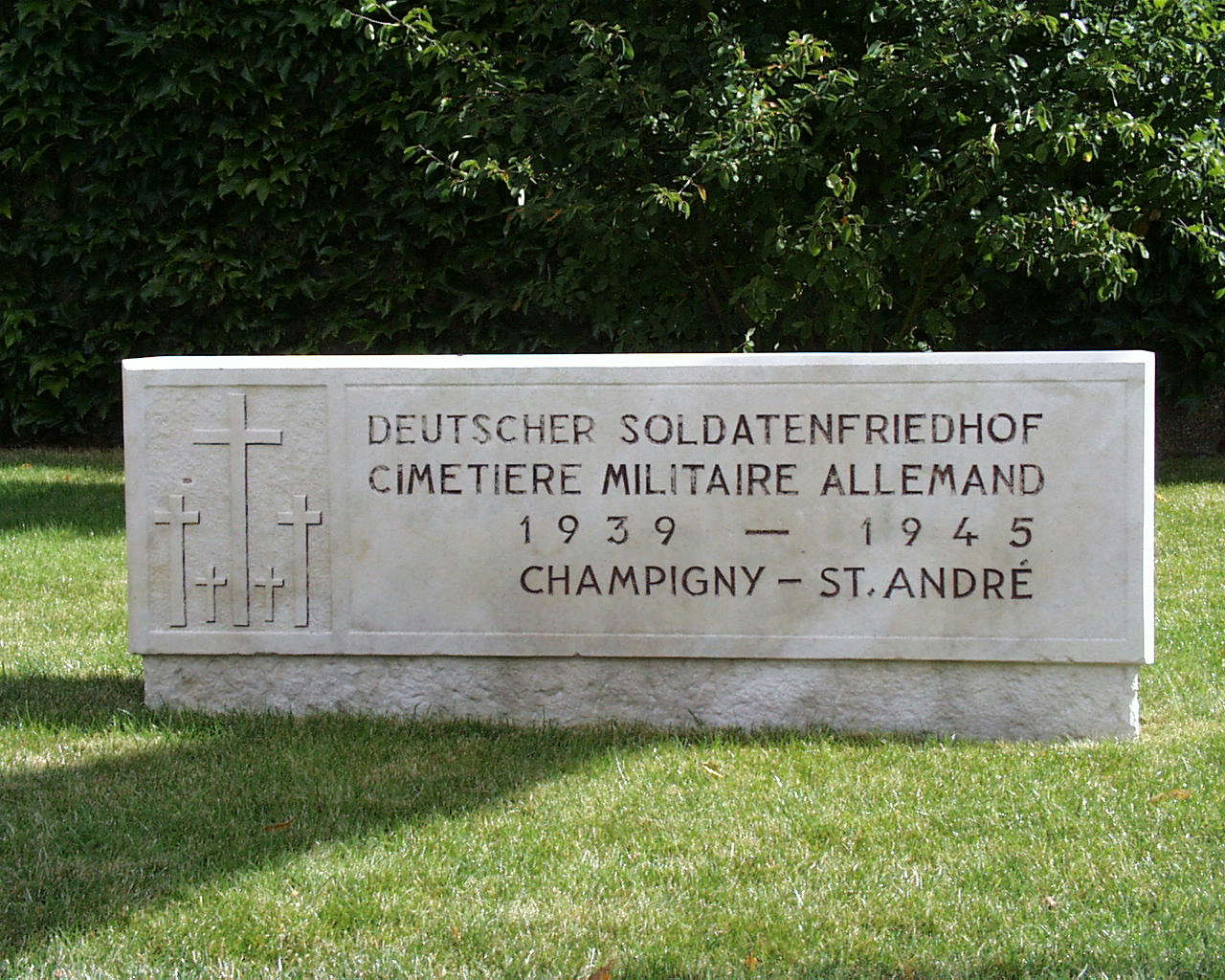
Hinweisstein: Deutsche Kriegsgräberstätte (Soldatenfriedhof) Champigny-Saint-André

## Zunächst amerikanisch/deutsche Kriegsgräberstätte
Nach der Landung der alliierten Truppen in der Normandie und dem Vormarsch auf Paris und die Seine wurde dieser Friedhof 1944 vom amerikanischen Gräberdienst für die gefallenen amerikanischen und deutschen Soldaten angelegt. Die amerikanischen gefallenen Soldaten wurden in den ersten Nachkriegsjahren auf die amerikanische Kriegsgräberstätte Colleville-sur-Mer, östlich von Saint-Laurent-sur-Mer überführt.

## Zubettung aus Einzelgräbern
Durch die französischen Behörden wurden deutsche Gefallene aus Feldgräbern und vom Pariser Zivilfriedhof Ivry hierher überführt.

## Umbettungen aus Départements
Im Frühjahr 1959 überführte der Umbettungsdienst des Volksbund Deutsche Kriegsgräberfürsorge deutsche Gefallene, die im Département Eure, Département Orne, Département Seine-Maritime, Département Eure-et-Loir und dem Département Seine-et-Oise beigesetzt waren. Der Friedhof wurde am 12. September 1964 eingeweiht. Dabei wurde der Friedhof von Saint-André-de-l’Eure in Champigny-Saint-André umbenannt.

## Lage und Gestaltung
Von Saint-André-de-l’Eure führt die D 53 Richtung Nonancourt in die Gegend des Friedhofs. Kurz hinter Ferrière liegt der Friedhof links. Der Friedhof ist durch einen mit Buschwerk bepflanzten Wall bzw. im Westen und teilweise im Osten durch eine Mauer begrenzt. Symbol des Friedhofs und weithin sichtbar ist ein hohes Stahlkreuz. Im linken Eingangsgebäude befinden sich Bücher mit den Namen der Toten. Die Gräber sind in 17 Blöcken angeordnet. Die Grabkreuze sind aus hellem Muschelkalk und zeigen mit je zwei Namen auf Vorder- und Rückseite die Grabstellen der toten Soldaten an.
Das große Ehrenmal „Trauernde“, die Skulptur „Drei auffliegende Tauben“ und der große Hinweisstein stammen von dem deutschen Bildhauer Fritz Melis. Dieser hatte 1960 den Auftrag bekommen.

## Gedenkstätten in der Normandie
- Gedenken an die Operation Overlord